# Larry Foyt

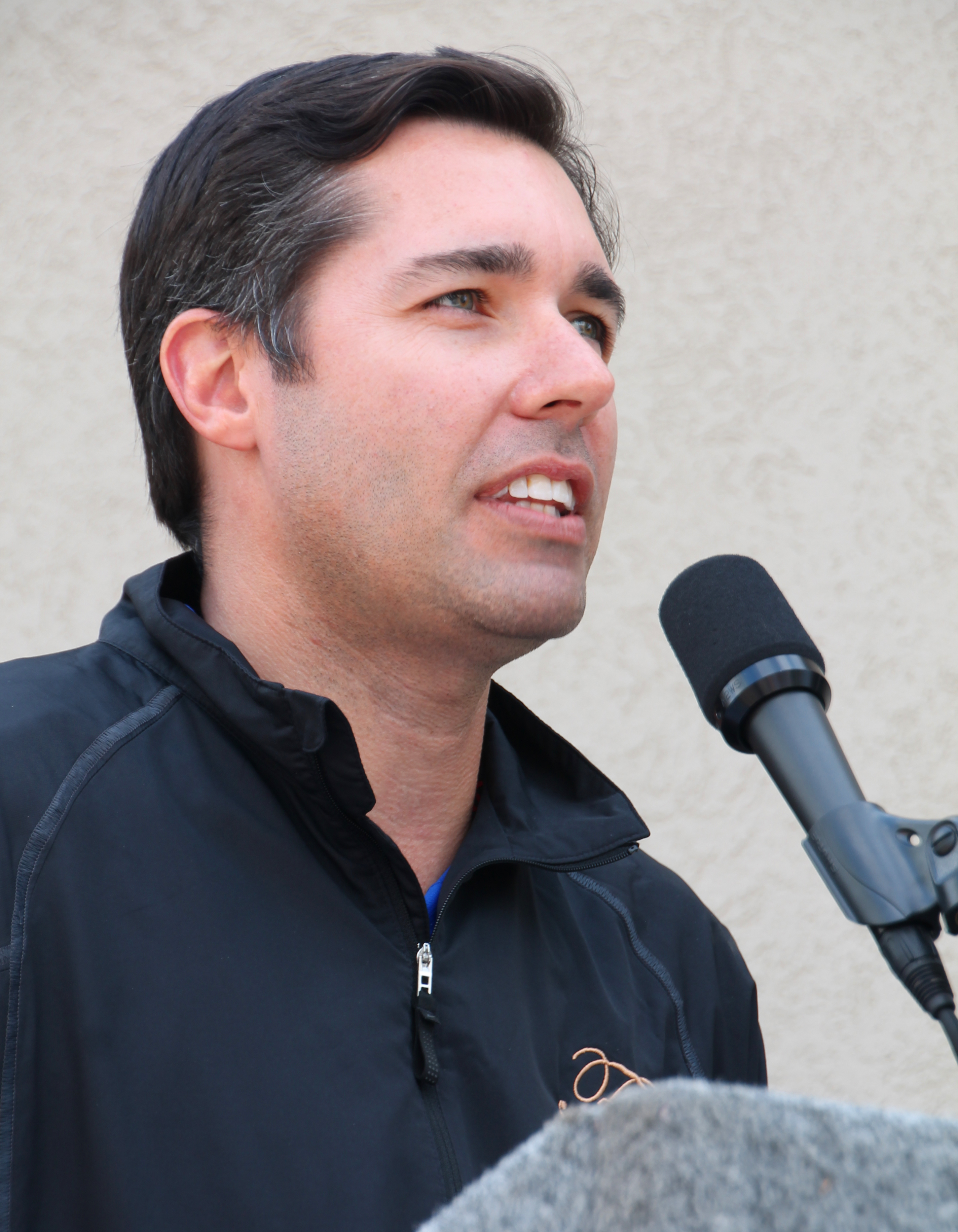
Larry Foyt, 2015

Lawrence Joseph Roberds Foyt conhecido como Larry Foyt (22 de fevereiro de 1977, Houston, Texas) é um piloto de corridas automobilisticas que compete pela NASCAR e pela IRL.
Em 2001, Foyt mudou-se para a NASCAR Busch Series, dirigindo o Chevrolet Monte Carlo. Ele teve cinco top 20 e terminou em 22 pontos, em terceiro lugar no Rookie do campeonato do ano. No ano seguinte, ele teve dois top ten e terminou em 20 pontos. Ele se mudou para a NASCAR Cup em tempo integral em 2003, e teve um melhor chegada em 16º em Homestead-Miami Speedway, terminando 41º em pontos. Depois que a equipe perdeu seu patrocínio Harrah's, Foyt correu apenas três corridas antes da equipe fechar suas portas.
Em 2005, Foyt correu na ARCA e terminou em décimo segundo na corrida. Ele acabou perdendo a maior parte da temporada ter se lesionado em um acidente na Indy 500. Ele esperava fazer o Daytona 500 no #50 de propriedade de Arnold Motorsports, mas perdeu a corrida. No início da temporada, ele anunciou a formação de sua própria equipe da Busch Series, mas depois que o patrocínio não se concretizou, a equipe se dissolveu. Ele também disputou as 500 Milhas de Indianápolis, terminando 30º após lidar com problemas.
A.J. Foyt anunciou em julho de 2006 que Larry estaria assumindo mais responsabilidades de gestão em A.J. Foyt Enterprises e, eventualmente, assumir o papel de gerente de equipe até o final da temporada de 2007. Ele voltou para a NASCAR dirigindo o #44 Key Motorsports Chevy com patrocínio de Silestone by Cosentino para uma corrida, mas teve problemas no início do 2007 com Chevy Silverado HD 250, terminando 32º. Ele tentou a Pepsi 400 na Nextel Cup com Bam Racing, no entanto na classificação choveu, forçando-o a perder a corrida. Ele competiu naquele fim de semana na corrida de Daytona na NASCAR Busch Series para Mac Hill Racing, terminando a 38º depois de um colisão. Ele fez a sua segunda corrida na NASCAR Truck Series em 2008 em Daytona, largando em 36º e terminando em 18º.

## Resultados

### NASCAR

##### Daytona 500
| Ano  | Equipe             | Montadora | Classificação | Resultado |
| ---- | ------------------ | --------- | ------------- | --------- |
| 2003 | A. J. Foyt Racing  | Dodge     | DNQ           | DNQ       |
| 2004 | A. J. Foyt Racing  | Dodge     | 41            | 28        |
| 2006 | Arnold Motorsports | Dodge     | DNQ           | DNQ       |